# Atridenfluch
Das legendäre Geschlecht der Atriden – deren Mitglieder auch Tantaliden genannt werden – umfasst Tantalos und seine Nachkommen, namentlich König Atreus von Mykene und die aus Homers Ilias bekannten Helden Agamemnon und Menelaos.
Der Fluch der Atriden bezeichnet die Prophezeiung der Götter, dass sich in jeder Generation ein Mörder gegen die Sippe wenden und bis zur fünften Generation alle Nachkommen des Tantalos in eine unheilvolle Folge von Gewalt und Verbrechen stürzen werde.

## Hintergrund
Der Halbgott Tantalos war einst bei den Göttern wegen seiner Klugheit beliebt und wurde zu diesen eingeladen. Er feierte mit ihnen, wurde jedoch schnell übermütig, prahlte und stahl den Göttern Nektar und Ambrosia, welches ihnen Unsterblichkeit verlieh. Bei einer Gegeneinladung setzte Tantalos den Göttern seinen eigenen Sohn Pelops als Mahl vor, um ihre Allwissenheit auf die Probe zu stellen. Die Götter bemerkten den Betrug jedoch, sodass sie Tantalos daraufhin aus ihrer Gemeinschaft in den Tartaros verstießen und ihn und seine Familie verfluchten. Daraus entstand der Tantalidenfluch oder Atridenfluch. So gab es in jeder Generation, die Tantalos nachfolgte, Personen, die ihre eigenen Familienmitglieder ermordeten oder/und von Familienangehörigen aus Rache und Hass getötet wurden.

## Dichterische Bearbeitungen und bildliche Darstellungen
Bereits in der Antike wurden die Tantalidensagen Stoff für Dramen – so in Aischylos’ Tragödie Orestie oder in Euripides’ Iphigenie bei den Taurern. Goethe formte Euripides’ Drama in seinem Werk Iphigenie auf Tauris nach den Idealen der Weimarer Klassik um. Im Science-Fiction-Zyklus Dune lehnte Frank Herbert den Namen des schicksalsgepeinigten Adelshauses Atreides an die Atriden an.
Im Neuen Museum in Berlin stellte August Kaselowsky im 19. Jahrhundert auf einem Wandbild im „Niobidensaal“ (heute: „Bibliothek der Antike“) die Strafe des Tantalos im Hades dar: Der nackte Tantalos reckte sich vergebens nach Früchten, die er nie erreichen konnte. Tantalos’ Tochter Niobe und deren sterbende Kinder waren in mehrere Gipsabdrücken von Skulpturen aus den Uffizien Florenz im Raum ausgestellt.